# Polská ženská reprezentace ve fotbale amputovaných
Polská ženská reprezentace ve fotbale amputovaných reprezentuje Polsko na mezinárodních turnajích žen ve fotbale amputovaných. Trenérem je Marcin Oleksy. Na Mistrovství světa 2024 získala reprezentace bronz.
Reprezentace vznikla v roce 2022. První mezinárodní zápas (proti reprezentaci USA) odehrála v roce 2023. Prvními trenéry byli: Grzegorz Skrzeczek (trenér) a Igor Woźniak (trenér brankářů).